# آلي كير
آلي كير (بالإنجليزية: Ally Kerr)‏ هو عازف قيثارة ومغني وكاتب أغاني وملحن بريطاني، ولد في القرن العشرين.

## وصلات خارجية
- الموقع الرسمي
- آلي كير على موقع ميوزك برينز (الإنجليزية)
- آلي كير على موقع أول ميوزيك (الإنجليزية)
- آلي كير على موقع ديسكوغز (الإنجليزية)